# Corythalia placata
Corythalia placata är en spindelart som först beskrevs av George William Peckham och Elizabeth Maria Gifford Peckham 1901.  Corythalia placata ingår i släktet Corythalia och familjen hoppspindlar. Inga underarter finns listade i Catalogue of Life.